# Шахнович, Александр Романович
Александр Романович Шахнович (3 октября 1930 — 29 апреля 2024) — советский и российский невролог, доктор медицинских наук, профессор, руководитель группы клинической патологии мозгового кровообращения НИИ нейрохирургии им Н. Н. Бурденко РАМН.

## Биография
Родился 3 октября 1930 года в семье медиков — Романа Александровича Шахновича, профессора неврологии ЦИИТИН, и Генриэтты Мироновны Либхабер, врача-терапевта.

### Образование и работа
В 1952 году окончил лечебный факультет 1-го МОЛГМИ и устроился на работу врачом-неврологом в Красноярскую краевую клиническую больницу. В 1956 году переехал в Москву, работал врачом-неврологом в 1-й Градской больнице. В 1958 году защитил кандидатскую диссертацию, начал работу в НИИ нейрохирургии им Н. Н. Бурденко младшим научным сотрудником, затем старшим научным сотрудником, главным научным сотрудником. В 1966 году защитил докторскую диссертацию. С 1971 года — в должности руководителя группы клинической патологии мозгового кровообращения. В 1987 году удостоен звания профессора.

### Научная деятельность
А. Р. Шахнович известен работами по изучению коматозного состояния, сосудистой патологии головного мозга, гидроцефалии, внутричерепной гипертензии. Он разработал шкалу оценки коматозного состояния, названную в честь него (шкала Шахновича) и широко распространённую в России, а также новый метод неинвазивного исследования ликвородинамики и краниовертебральных объёмных соотношений.
- «Отличник здравоохранения».
- В 1997 году в Нидерландах получил 1-й приз за разработку нового метода неинвазивного исследования внутричерепного давления.
- В 2000 году удостоен звания «Заслуженный деятель науки России».

А. Р. Шахнович являлся членом оргкомитета международных симпозиумов по отёку мозга, членом президиума Допплеровского клуба, членом Общества нейрохирургов России.
Умер 29 апреля 2024 года в возрасте 93 лет.

## Семья и личная жизнь
- Жена — Людмила Алексеевна Шахнович (урождённая Иванова, род. 1934), кандидат медицинских наук, старший научный сотрудник НИИ вирусологии им. Д. И. Ивановского РАМН.
  - Сын — Виктор (род. 1961), доктор медицинских наук, старший научный сотрудник группы клинической патологии мозгового кровообращения НИИ нейрохирургии им. Н. Н. Бурденко РАМН.

А. Р. Шахнович увлекался путешествиями, театром, владел английским языком.